# Crossostomus
Crossostomus is een geslacht van straalvinnige vissen uit de familie van de puitalen (Zoarcidae).

## Soorten
- Crossostomus chilensis (Regan, 1913)
- Crossostomus fasciatus (Lönnberg, 1905)
- Crossostomus sobrali Lloris & Rucabado, 1989